# 茨城県立医療大学
茨城県立医療大学（いばらきけんりついりょうだいがく、英語: Ibaraki Prefectural University of Health Sciences）は、茨城県稲敷郡阿見町大字阿見4669-2に本部を置く日本の公立大学。1995年創立、1995年大学設置。大学の略称は医療大。

## 沿革
- 1995年 茨城県立医療大学開学（保健医療学部 看護学科、理学療法学科、作業療法学科、放射線技術科学科）、なお当校の校舎建設を巡ってゼネコン汚職事件が発生している。
- 1996年 付属病院開院
- 2001年 大学院修士課程設置（保健医療科学研究科看護学専攻、理学療法学・作業療法学専攻、放射線技術科学専攻）
- 2010年 大学院博士後期課程設置（保健医療科学研究科保健医療科学専攻）。これに伴い、従来の修士課程を博士前期課程と改称。
- 2014年 助産学専攻科設置

## 組織構成

### 学部
- 保健医療学部
  - 看護学科
  - 理学療法学科
  - 作業療法学科
  - 放射線技術科学科
  - 人間科学センター
    - 主として基礎科目を担当する教員の組織。将来医療専門職（看護職、理学療法士、作業療法士、診療放射線技師）として活躍するために必要な基礎的学問の教育を担当している。

  - 医科学センター
    - 主として専門基礎科目を担当する教員の組織。医療専門職の養成教育に必要な医学的な科目を担当している。教員の専門領域は、臨床系、基礎系の各領域におよび、保健医療系大学でこのような教員組織を設置している大学はない。臨床系の教員（医師の資格を有する）は、付属病院における診療も兼務している。

### 研究科[1]
- 保健医療科学研究科博士前期課程
  - 保険医療科学専攻
    - 看護学領域
    - 理学療法学・作業療法学専攻
    - 放射線技術科学専攻
    - 医科学領域
- 保健医療科学研究科博士後期課程
  - 保健医療科学専攻
    - 看護学領域
    - 理学療法学・作業療法学専攻
    - 放射線技術科学専攻
    - 医科学領域

### 専攻科[2]
- 助産学専攻科

### 附属図書館
蔵書数 129,586（2023年3月31日）

### 付属病院
- 「茨城県立医療大学付属病院」を参照

## 大学関係者

### 教職員
- 奥宮暁子（看護学者） - 1996年～1999年教授。

## 対外関係

### 大学間協定[4]

#### 国内
- 筑波大学（連携協力協定 2012年2月）
- 茨城大学農学部（連携協力協定 2013年2月）
- 筑波技術大学（連携協定締結 2022年2月）

#### 海外
- 台湾 高雄医学大学（国際連携協定 2018年6月）
- ドイツ ボーフム健康科学大学（国際交流覚書 2021年6月）
- 韓国 湖西大学校（医療及び健康分野における国際協力を目的として覚書 2024年1月）

### 医療機関・研究機関との協定[4]
- 東京医科大学茨城医療センター（連携協力協定 2009年2月）
- 国立研究開発法人産業技術総合研究所情報･人間工学領域（連携･協力協定 2017年12月）
- 国立病院機構霞ヶ浦医療センター（連携協定 2024年3月）

### 企業との協定
- 株式会社茨城ロボッツ・スポーツエンターテインメント（連携協定 2024年8月）[5]

## 交通
- JR常磐線土浦駅（西口）、から関東鉄道バス阿見中央公民館方面行き、「県立医療大学入口」停留所下車、徒歩約5分。
- 荒川沖駅東口から関東鉄道バス県立医療大学行き、終点下車。